# 李宗仁
李 宗仁（り そうじん、1890年8月13日〈光緒17年7月9日〉 - 1969年1月30日）は、中華民国・中華人民共和国の軍人・政治家。初代中華民国副総統。国共内戦最終盤に短期間ながら代理総統も務めた。国民革命軍・中華民国国軍における最終階級は一級上将。字は徳隣。

## 生涯

### 新広西派の創始
広西省桂林府臨桂県（現：桂林市）の郷村の塾教師の李培英の次男に生まれる。光緒34年（1908年）、広西陸軍小学堂に入学する。宣統2年（1910年）、中国同盟会に加入した。また、この時に黄紹竑と同学になっている。1913年秋に卒業して、南寧の将校講習所で下級軍官に任ぜられた。以後、陸栄廷を指導者とする旧広西派（旧桂系）で軍歴を重ねていく。
1920年に陸栄廷が粤桂戦争で粤軍（広東軍）に敗北してからは、広西省内は混乱して様々な軍人たちが自立するようになる。この混戦の中で1922年、李宗仁は広西自治軍第2路総司令を自称し、黄紹竑らの協力も得た。1923年、広東軍政府の孫文に与して中国国民党に加入し、「広西定桂軍」を組織した。
1924年、旧広西派の陸栄廷・沈鴻英を相手に、李宗仁は三つ巴の戦いを開始する。まず、3勢力中最強の陸栄廷に対抗するため、李宗仁は沈鴻英との間で事実上の連合を結成する。4月、沈鴻英が桂林に進軍してきた陸栄廷を包囲・攻撃した。6月、李宗仁らは、手薄になった陸栄廷の本拠地の南寧を占領した。このとき、彼は定桂聯軍を組織してその総指揮となる。9月、沈鴻英が陸栄廷を広西から駆逐し、10月にこれを下野に追い込んだ。
11月、李宗仁は孫文から広西全省綏靖督弁公署督弁に任命され、黄紹竑は会弁、白崇禧は参謀長に任じられた。白崇禧・黄紹竑とともに新広西派（新桂系）の主要な指導者の一人となり、一般には、その3人の中でも李宗仁が最高指導者とみなされる。1925年初から、李宗仁と沈鴻英との間で戦闘が開始される。4月、李宗仁らは桂林を占領し、沈鴻英軍をほぼ再起不能に追い込んだ。さらに、広西侵攻を企てた雲南省の唐継尭軍を撃退するなどして、同年中に、李宗仁らはついに広西省を統一した。これより、新広西派による広西統治が開始される。

### 北伐への貢献
広西省を統一した李宗仁は、その後、広東方面へも国民党支援のために出兵し、広東の平定にも貢献した。1926年3月、李宗仁軍は国民革命軍第7軍に改組され、李宗仁が軍長、黄紹竑が党代表、白崇禧が参謀長となった。7月、李宗仁は北伐に自ら第7軍を率いて参戦し、湖南省・湖北省・江西省方面へ進撃して北京政府側の呉佩孚・孫伝芳などを撃破した。1927年3月、安徽省に進駐している。
4月12日、上海クーデターが発生すると、李宗仁は蔣介石を支持して中国共産党粛清に従事した。武漢と上海の国民政府の分裂（寧漢分裂）でも上海国民政府を支持している。1928年、武漢政治分会主席を兼ね、さらに第4集団軍総司令に昇進した。北伐勝利後の10月、国民政府委員兼軍事参議院院長に任じられている。

### 蔣介石との戦い
蔣介石が李済深を捕らえるなどの挙に出たこと、また、新広西派の軍事力を削減しようと図ったことに不満を覚え、1929年3月、李宗仁は蔣介石に反旗を翻して挙兵した（蔣桂戦争）。しかし同年6月、広西省で部下の兪作柏らが兵変を起こしたため敗北を喫し、香港へ逃亡した。それでも同年に広西省内が混乱したため、兵変を起こした軍人たちに李宗仁は再度呼び戻され、新広西派の指導者として復帰した。李宗仁は「護党救国軍」を組織し、1930年、中原大戦に参戦したが、蔣介石に再び敗北した。
1931年5月、反蔣介石派の軍人・政治家が広州非常会議を開催すると、李宗仁の新広西派もこれに参加し、西南派を結成した。だが9月満州事変の勃発もあって西南派は蔣介石との大同団結に回帰するが、新広西派の国民政府内における勢力は、これにより大きく強化されることとなる。李宗仁・白崇禧は、広西統治において「三自三寓」政策を実践し、軍事・内政・財政など様々な方面で改革に大きな成果をあげている。

### 日中戦争での指揮
1937年の日中戦争勃発とともに、李宗仁は第5戦区司令長官に任ぜられ、津浦線の防御を担当した。1938年1月には、安徽省政府主席も兼任し、これにより安徽省も新広西派の影響下に置かれることになる。
李宗仁は第5戦区司令長官を6年間つとめ、日本軍との戦いでの指揮は優れたものであった。指揮下にあった張自忠・孫連仲・孫震・盧漢らが徐州方面で好戦績を収め、台児荘戦役などで戦果を挙げたことが、その例である。1943年9月、軍事委員会委員長漢中行営主任に転じた。

### 初代中華民国副総統・代理総統

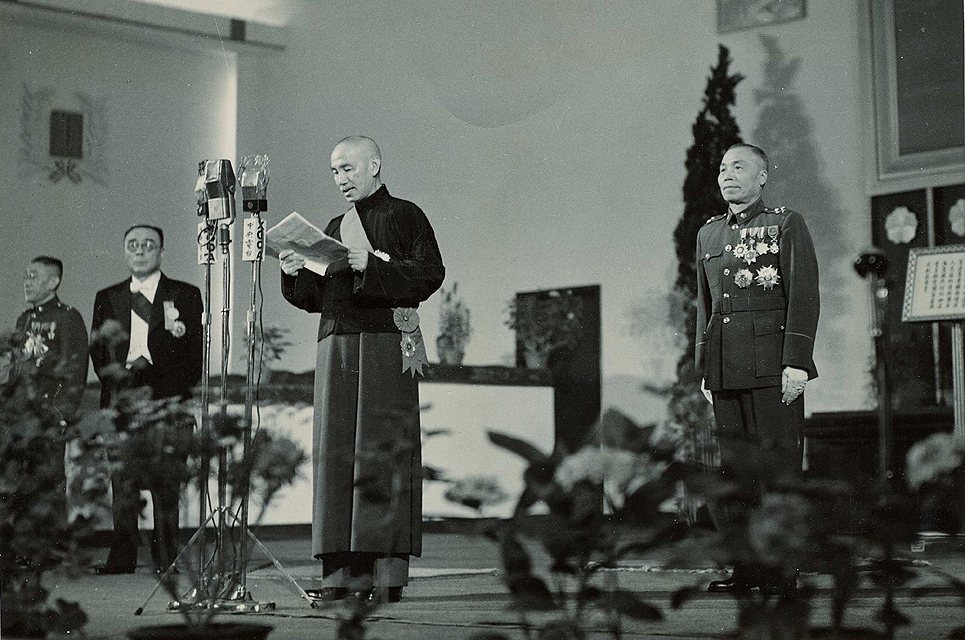
初代副総統に就任する李宗仁（右）、中央は総統の蔣介石（1948年5月20日）

日中戦争勝利後、李宗仁は軍事委員会委員長北平行営主任（1946年9月、国民政府主席北平行轅主任に改組）に任じられ、共産党との戦いを開始する。1948年、中華民国副総統選挙に出馬し、白崇禧らの支持を得た李宗仁は蔣介石が推す孫科を破って副総統に当選した。
1949年1月、蔣介石が国共内戦不利の責任をとって総統を辞任すると、李宗仁が総統代理に就任し、共産党との和平交渉を開始する。同年4月1日、張治中を代表とする共産党との和平交渉団を首都の南京から北平に派遣して北平和談を行い、交渉団が最終案である国内和平協定を持ち帰ってきた。しかし、国民党は4月20日に和平協定への調印拒否を決定し、共産党に調印拒否を通告する電報を送ったために交渉は決裂した。その結果、3日後の4月23日には交渉決裂を受けて起きた渡江戦役で人民解放軍によって中華民国の首都南京は陥落して南京の総統府も占領されてしまった。
1949年10月に内戦も毛沢東の中華人民共和国が成立する結末を迎える。11月、李宗仁は香港へ逃亡し、さらに12月にはアメリカ合衆国へ亡命した。李宗仁は当時のアメリカ合衆国大統領ハリー・S・トルーマンに台湾に逃れた蔣介石の打倒を訴えて台湾をアメリカ合衆国51番目の州にすることも提案した。
一方、李宗仁の逃亡によって空席となった代理総統の職務は憲法49条の規定に基づいて行政院長の閻錫山が代行し、国民党とともに台湾へ渡った蔣介石が1950年3月1日に総統への復任を宣言するまで務めた。そして、1954年3月の総統選挙に際して、台湾に帰国しない李宗仁を国民大会で副総統から解任した。

### 晩年

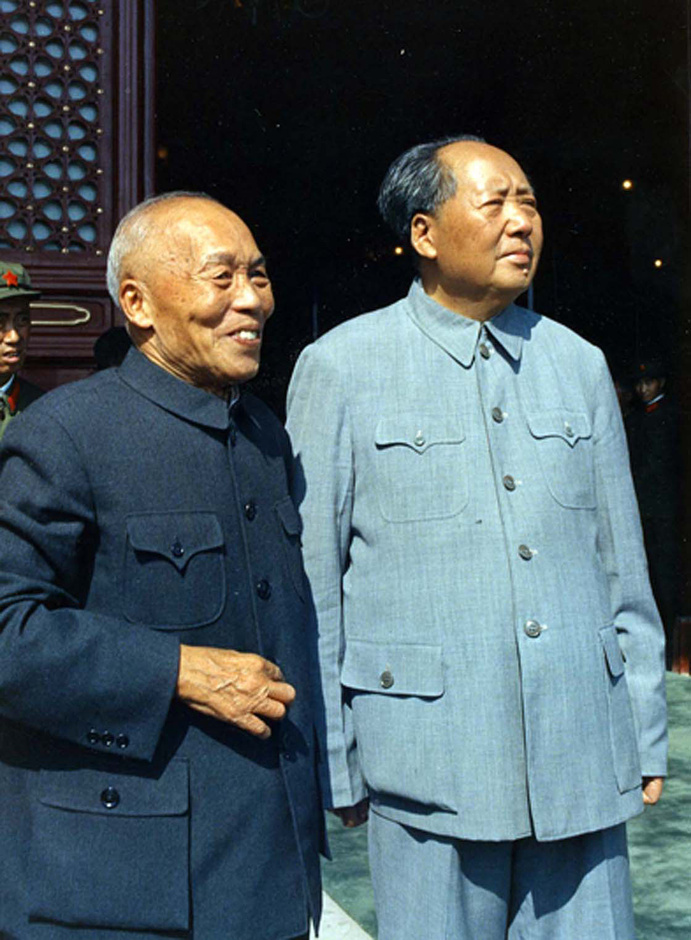
毛沢東と共に天安門の楼上に立つ李宗仁（1966年10月1日）

その後、李宗仁は秘書の程思遠を介して中華人民共和国と水面下で接触しつつ、アメリカで中国情勢を見守っていた。しかし妻の郭徳潔が末期の乳がんと診断され、1965年7月、帰国を決断して妻と北京入りし、毛沢東ら中華人民共和国の首脳から歓迎を受けている。1966年3月に郭徳潔は北京で死去した。
1969年1月30日、北京で死去、郊外の八宝山革命公墓に埋葬された。享年80（満78歳）。